# Njegovuđa
Njegovuđa är ett samhälle i Montenegro. Det ligger i den centrala delen av landet. Njegovuđa ligger 1 345 meter över havet och antalet invånare är 264.
Terrängen runt Njegovuđa är varierad.I omgivningarna runt Njegovuđa växer i huvudsak blandskog och gräsmarker.